# Seeds We Sow
Seeds We Sow é o sexto álbum de estúdio do cantor e compositor Lindsey Buckingham, conhecido como vocalista do Fleetwood Mac, lançado em setembro de 2011.
Com produção do próprio cantor, o projeto teve um bom desempenho nas paradas norte-americanas e chegou a posição 45 na Billboard 200, sua melhor colocação desde Go Insane (1984).

## Faixas
Todas as composições por Lindsey Buckingham, exceto onde anotado.
1. "Seeds We Sow" – 3:43
2. "In Our Own Time" – 4:20
3. "Illumination" – 2:19
4. "That's the Way That Love Goes" – 3:56
5. "Stars Are Crazy"  (Lindsey Buckingham, Lisa Dewey) – 4:50
6. "When She Comes Down"  – 4:48
7. "Rock Away Blind" – 3:57
8. "One Take" – 3:28
9. "Gone Too Far" – 3:24
10. "End of Time" – 3:57
11. "She Smiled Sweetly" (Mick Jagger, Keith Richards) – 2:53
12. "End of Time" (acústico) – Disponível na Amazon MP3 – 4:12
13. "Seeds We Sow" (eletrônica) – Disponível na Amazon MP3 – 3:57
14. "Sleeping Around the Corner" – Disponível no iTunes – 3:33